# Взятие Монтеррея (1914)
Взятие Монтеррея (исп. La toma de Monterrey) — одно из сражений во время Мексиканской революции. Войска Северо-восточного армейского корпуса Конституционалистской армии под командованием генерала Пабло Гонсалеса в результате четырёхдневных боёв против федеральных войск заняли столицу штата Нуэво-Леон и установили свой контроль над окружающей территорией.
В марте — апреле 1914 года началось наступление Конституционалистской армии. Северо-западный армейский корпус Обрегона занял Синалоа и Наярит, Северная дивизия Панчо Вильи захватила Торреон и победила при Сан-Педро-де-лас-Колониас. Гарнизоны федеральных войска оставляли север Мексики. По этой причине Монтеррей, который в конце 1913 года пытались неудачно взять каррансисты, стал бы идеальной победой для Северо-восточного армейского корпуса генерала Пабло Гонсалеса. В середине апреля его войска, численностью около 8000 человек, начали наступление в направлении столицы штата Нуэво-Леон. По пути они захватили города Лос-Алдамас, Салинас-Виктория, павший 17 апреля, Вильяльдама и Сан-Николас-де-лос-Гарса.
Монтеррей защищали федеральные войска численностью от 2500 до 3000 человек под командованием бригадного генерала Вильфридо Массье.
На рассвете 20 апреля начались атаки конституционалистов на город, и к 9 утра бои приняли ожесточённый характер. Первая дивизия Антонио Вильяреаля атаковала с севера в направлении Литейного завода № 3, но не смогла его взять, несмотря на поддержку артиллерии. Четвёртой дивизии Сесарео Кастро, наступавшей с запада, удалось захватить Червесерию, оттеснив федералов к станции Унион, а силам Третьей дивизии Теодоро Элизондо, атаковавшим в восточной части города, удалось подойти к левому берегу реки Санта-Катарина. Федералы, потеряв здесь первую линию обороны, отступили ко второй, опиравшейся на стекольный завод.
Утром 21-го бои возобновились, но конституционалисты не смогли продвинуться, потому что в разных секторах были контратакованы федералами. Только Теодоро Элизондо, перейдя реку, продвинул свои войска в район Сан-Луисито и полуокружил Монтеррей.
22 апреля из Матамороса к конституционалистам прибыл поезд с боеприпасами, что позволило на рассвете возобновить боевые действия. В самый разгар боёв в штаб Гонсалеса с белым флагом прибыл федеральный офицер, посланный Массье, который сообщил о том, что с североамериканский десант занял Веракрус, и пригласил его присоединиться к борьбе против захватчиков. Гонсалес отклонил приглашение и обвинил в случившемся Уэрту и федеральную армию, дав два часа на то, чтобы сдать свои позиции. Поскольку ответа не последовало, бои возобновились.
Утром 23-го по приказу Гонсалеса дивизии Вильярреаля и Элизондо под прикрытием конституционалистской артиллерии одновременно атаковали позиции федералов на Литейном заводе № 3 и у восточной оконечности железной дороги и после боёв заняли их, вынудив защитников отступить ко второй линии обороны внутри города. Наступавший правее Сесарео Кастро также передвинул свои позиции на станцию Унион.
Поздно вечером с Серро-дель-Обиспадо федеральная артиллерия начала обстреливать позиции каррансистов, под прикрытием огня которой в час ночи 24 апреля войска генерала Вильфридо Массье стали оставлять Монтеррей. На рассвете 24-го горожане, сторонники каррансистов, сообщили Пабло Гонсалесу об эвакуации федералов, и город был занят его войсками.
Хотя взятие Монтеррея стало важным событием, ситуация на региональном уровне не изменилась, потому что на юге Веракрус был оккупирован американцами. Несмотря на борьбу против уступающих по численности сил, бои за город затянулись, и гарнизону удалось уйти почти без потерь и укрыться в Сальтильо.